# Lamina (Vorname)
Lamina ist ein weiblicher Vorname. Er ist die weibliche Version des männlichen Vornamens Lamine.

## Bekannte Namensträgerinnen
- Lamina Dumitru, französisch-rumänische Künstlerin
- Asisat Lamina Oshoala (* 1994), nigerianische Fußballspielerin
- Lamina Sankoh (1884–1964), sierra-leonische Politikerin